# Poeciliopsis turrubarensis
Poeciliopsis turrubarensis, tên thông thường là barred livebearer, là một loài cá nước ngọt thuộc chi Poeciliopsis trong họ Cá khổng tước. Loài này được mô tả lần đầu tiên vào năm 1912.

## Từ nguyên
Hậu tố -ensis trong danh pháp của loài cá này (turrubarensis) biểu thị nơi đầu tiên tìm thấy chúng, tổng Turrubares của Costa Rica.

## Phân bố và môi trường sống
P. turrubarensis có phạm vi phân bố trải dài theo sườn Thái Bình Dương ở Trung Mỹ và Nam Mỹ. Chúng được tìm thấy trải dài từ bang Jalisco (Mexico) về phía nam đến sông Dagua ở Colombia. P. turrubarensis sống ở các khu vực cửa sông, lạch suối và đầm phá ven biển, nơi đáy cát hoặc bùn, độ sâu khoảng 5 m trở lại. P. turrubarensis chịu được môi trường sống nước ngọt, nước lợ và cả nước mặn.

## Mô tả
Cá cái của loài P. turrubarensis có chiều dài cơ thể lớn nhất được ghi nhận là 8 cm; ở cá đực, chiều dài cơ thể lớn nhất được ghi nhận là 4 cm. Sau khoảng 28 ngày mang thai, cá mái có thể cho ra đời khoảng từ 10 đến 50 con cá bột.
P. turrubarensis ăn các loại rong tảo và mùn hữu cơ.